# Aleksej Volkov
Aleksej Anatoljevitsj Volkov (Russisch: Алексей Анатольевич Волков) (Raduschny (Chanto-Mansië), 5 april 1988) is een Russische biatleet. Hij vertegenwoordigde zijn vaderland op de Olympische Winterspelen 2014 in Sotsji.

## Carrière
Volkov maakte zijn wereldbekerdebuut in december 2009 in Östersund. Op 13 maart 2010 scoorde de Rus in Kontiolahti zijn eerste wereldbekerpunt, een dag later behaalde hij zijn eerste toptienklassering in een wereldbekerwedstrijd.
Op de wereldkampioenschappen biatlon 2012 in Ruhpolding eindigde Volkov als 21e op de 20 kilometer individueel. In Nové Město nam de Rus deel aan de wereldkampioenschappen biatlon 2013. Op dit toernooi eindigde hij als vijftiende op de 20 kilometer individueel. In januari 2014 stond hij in Oberhof voor de eerste maal in zijn carrière op het podium van een wereldbekerwedstrijd. Tijdens de Olympische Winterspelen van 2014 in Sotsji eindigde Volkov als 64e op de 20 kilometer individueel, op de 4×7,5 kilometer estafette veroverde hij samen met Jevgeni Oestjoegov, Dmitri Malysjko en Anton Sjipoelin de gouden medaille.

## Resultaten

### Olympische Winterspelen
| Jaar | Plaats | Resultaten                                 |
| ---- | ------ | ------------------------------------------ |
| 2014 | Sotsji | 64e 20 km individueel · 4×7,5 km estafette |

### Wereldkampioenschappen
| Jaar | Plaats      | Resultaten                                 |
| ---- | ----------- | ------------------------------------------ |
| 2012 | Ruhpolding  | 21e 20 km individueel                      |
| 2013 | Nové Město  | 15e 20 km individueel                      |
| 2015 | Kontiolahti | 4e 4x7,5 km estafette 9e 20 km individueel |

### Wereldbeker
Eindklasseringen
| Seizoen   | Algemeen | Individueel | Sprint | Achtervolging | Massastart |
| --------- | -------- | ----------- | ------ | ------------- | ---------- |
| 2009/2010 | 51e      | -           | 45e    | 50e           | -          |
| 2010/2011 | 56e      | 34e         | 82e    | 48e           | -          |
| 2011/2012 | 38e      | 15e         | 43e    | 41e           | 32e        |
| 2012/2013 | 33e      | 20e         | 43e    | 27e           | 35e        |
| 2013/2014 | 22e      | 4e          | 38e    | 21e           | 16e        |
| 2014/2015 | 58e      | 24e         | 68e    | 66e           | -          |
| 2015/2016 | 43e      | 18e         | 43e    | 51e           | 46e        |
| 2016/2017 | 56e      | 33e         | 75e    | 57e           | -          |
| 2017/2018 | 67e      | 34e         | -      | 61e           | -          |

Wereldbekerzeges
| Nr.        | Datum            | Plaats     | Onderdeel                 |
| Estafettes | Estafettes       | Estafettes | Estafettes                |
| ---------- | ---------------- | ---------- | ------------------------- |
| 1.         | 18 december 2011 | Hochfilzen | Gemengde estafette        |
| 2.         | 25 november 2012 | Östersund  | Gemengde estafette        |
| 3.         | 4 januari 2013   | Oberhof    | 4x7,5 km estafette        |
| 4.         | 6 februari 2015  | Nové Město | Single gemengde estafette |
| 5.         | 13 december 2015 | Hochfilzen | 4x7,5 km estafette        |